# تشارلز لي (لاعب كرة قدم أمريكية)
تشارلز لي (بالإنجليزية: Charles Lee)‏ هو لاعب كرة قدم أمريكية أمريكي، ولد في 19 نوفمبر 1977.

## وصلات خارجية
- تشارلز لي على موقع مرجع كرة القدم المحترفة.كوم (الإنجليزية)